# Kirkenes–Bjørnevatnbanan
Kirkenes-Bjørnevatnbanan (norska: Kirkenes-Bjørnevatnbanen), även kallad Sydvarangerbanan (norska: Sydvarangerbanen), är en drygt åtta kilometer lång privatägd malmjärnväg i Sør-Varangers kommun i Finnmark fylke i norra Norge, vilken byggdes av AS Sydvaranger. Den lades ner 1996, men återöppnades 2009, tills den lades ned igen 2015. Banan var världens nordligste järnväg till öppnandet av  Obskaja–Bovanenkovobanan 2010.
Efter Sovjetunionens fall har det funnits diskussioner om att förlänga järnvägen från Kirkenes till Ryssland, och också om att bygga en järnvägslinje från Kirkenes till det finska  järnvägsnätet vid Rovaniemi. Kirkenes–Bjørnevatnbanen är normalspårig, så om samma linje ska användas av malmtågen måste den och gruvföretagets lok och vagnar anpassas till finsk-rysk spårvidd, eller banan ha dubbel spårvidd.